# جهانشاه‌خان امیرافشار

عبدالحسین میرزا فرمانفرما (راست) و جهان‌شاه خان امیر افشار (چپ).

محمدحسن خان امیرافشار (زادهٔ۱۲۲۰ خورشیدی در کرسف، درگذشت ۱۳۰۷ خورشیدی در نجف) معروف به جهانشاه خان، از تیره قاسملو ایل افشار و از مالکین بزرگ و فئودال‌ های زنجان بود. املاک او بخش‌هایی از زنجان، گروس، همدان و اردبیل را در بر می‌گرفت. او در محدوده املاکش حکومتی مستقل ترتیب داده بود و به حکام دولتی و فرامین حکومتی اعتنای چندانی نداشت.
محمدحسن خان بر مناطق خمسه (زنجان) حکومت می‌نمود و محل حکومت وی قریه کرسف (که هم‌اکنون شهری با جمعیت نزدیک به پنج هزار نفر می‌باشد) بوده است. جهانشاه خان در این شهر شش باب قلعه حکومتی داشته که عبارتند از عمارت اندرونی، عمارت بیرونی، عمارت معروف به حمام امیر، عمارت برج امیر، عمارت فریک بلاغی و بند امیر یا شکارگاه امیر که متاسفانه در طول زمان پنج باب تخریب شده یا در حال تخریب است و عمارت‌های اندرونی و بیرونی آن در شهر کرسف باقی مانده است و هنوز هم جزو جاذبه های گردشگری می باشد. عمارت اندرونی معروف به خانه امیر با مساحت بیش از دوهزار متر مربع در محله بلاغ‌باشی هنوز هم باقی مانده.بزرگ ترین نواده وی مبین امیر افشار است

## زندگی
در حدود سال ۱۲۵۷ هجری قمری (برابر ۱۲۲۰ خورشیدی) در کرسف زاده شد. پدرش حسنعلی‌خان سردارفاتح رئیس ایل افشار بود که ریاست او به تأیید محمد شاه قاجار و سپس ناصرالدین شاه رسیده‌بود. جهانشاه‌خان پس از وفات پدرش در ۱۲۸۱ قمری به ریاست ایل افشار رسید و پس از او این مقام به نواده‌اش، محمدحسین‌خان، منتقل شد.
جهانشاه‌خان با حمایت ابراهیم‌خان امین‌السلطان و بعدها علی‌اصغرخان اتابک، قدرت یافت. او به فرمان‌های دولتی بی‌توجه بود و از حاکمان منصوب دولت اطاعت نمی‌کرد و عاقبت بر اثر اقدامات خودسرانه خود با عبدالعلی میرزا احتشام‌الدوله (پسر فرهاد میرزا معتمدالدوله و حاکم زنجان در سال ۱۳۰۶ قمری) درگیر شد. کار به درگیری میان نیروهای دو طرف کشید که در پی آن جهانشاه‌خان پیروز و احتشام‌الدوله دستگیر و زندانی شد.
چون خبر به ناصرالدین شاه رسید، عده‌ای را برای دستگیری جهانشاه‌خان به زنجان فرستاد. جهانشاه‌خان شبانه عبدالعلی میرزا را آزاد کرد و به تهران فرستاد و خود به تبریز رفت و در خانه آقا میرزا جواد مجتهد تبریزی بست نشست. ولی پس از چند ماه با وساطت علی‌اصغرخان اتابک مورد بخشش شاه قرار گرفت و به زنجان بازگشت.
در سال ۱۳۳۱ ق شجاع الدوله با مساعدت روس‌ها در تبریز حکومت می‌نمود و برادرش سردار موید حاکم زنجان بود. شجاع الدوله می‌خواست زنجان را به‌طور قطع بآذربایجان الحاق کند. جهانشاه خان مقاومت نمود و زد و خوردهایی بین او و شجاع الدوله بوقوع پیوست. در اثر مداخلات حکومت مرکزی بالاخره از تجاوزات شجاع الدوله جلوگیری بعمل آمد. امیرافشار نسبت به آخوند ملا قربانعلی زنجانی اعتقاد کامل داشت و او را پس از سقوط محمدعلی شاه تحت حمایت خود قرار داد و با حفاظت نیروی نظامی شخصی خود به عراق برد.
جهانشاه‌خان در سال ۱۳۰۵ به حکم رضا شاه -که برای محو معارضین سلطنت و گردنکشان محلی تلاش می‌کرد- دستگیر شد. اما با تقدیم مقدار زیادی وجه نقد و بخشی از اموال ارزشمندش به شاه، آزادی خود را به دست آورد. ولی از روی دوراندیشی و از بیم تکرار اتفاقات مشابه، در زنجان نماند و رهسپار عراق شد. او پس از دو سال اقامت در نجف در شب پنجشنبه ۱۵ رجب ۱۳۴۷ قمری (برابر ۱۳۰۷ خورشیدی) در سن هشتادوهفت سالگی درگذشت. پیکرش را در یکی از حجره‌های رواق بالای سر علی بن ابی‌طالب دفن کردند. میرزا خلیل شاعر در تاریخ وفاتش شعری سرود که بر سنگ مزارش نگاشتند و بیت پایانی آن چنین است:
| خواستم از طبع تاریخش بگفتا زین حساب |  | غمزش حوران بر او ماه رجب رفت زوال |

انتصاب حاج باباخان اردبیلی به عنوان حاکم ابهررود خمسه در زنجان برای دفع فتنه امیرافشار (جهانشاه‌خان امیرافشار)
...حاج باباخان اردبیلی که در وقایع تبریز و گیلان دلاوریها کرده و با دشمنی با بیگانگان و مجاهدان جزو آزادیخواهان و وطن دوستان بنام گردیده بود! و سردار سپه (رضاخان)  نیز که رکن اصلی کودتا بود با او آشنایی داشت و به خوبی وی را میشناخت، در شعبان ۱۳۳۹ از طرف دولت وقت به حکومت  ابهررود خمسه (ابهر) در زنجان منصوب گشت و دفع فتنه امیرافشار ( جهانشاه‌خان امیرافشار) به وی واگذار گردید. مقدمه‌ای که بر این حکم نوشته شده است موقعیت آن روز وی را از نظر دولت مشخص می‌دارد به ویژه آنکه او را مرد توانا و قادر به اشاعه امنیت می‌داند. متن به شرح زیر است:
حکم سید ضیاءالدین طباطبایی وزیر دولت داخله به حاج باباخان اردبیلی:

وزارت داخله.اداره پرسنل.نمره ۱۲۰۲ . مورخه ۲ شعبان المعظم ۱۳۳۹ (۲۲ برج حمل ۱۳۰۰) تصمیم دولت و اراده وزارت داخله بر آن است که حکام آتیه توانا و قادر به اشاعه امنیت بوده عدالت را احترام و منافع عمومی را حفظ و تجلیل کنند. بنابراین حاج باباخان اردبیلی را که شخص کافی و لایقی است و در طی مراحل خدمات سابقه اعتماد دولت را به کمال صداقت و نیات حسنه خود جلب نموده به حکومت ابهررود خمسه منص.چوب و مامور کرده‌ام که با نهایت اهتمام و جدیت در تنظیم و تنسیق امور آن حدود کوشیده و اهالی از حسن اداره ایشان متمتع و برخوردار شده و مقررات ایشان را مقررات دولتی دانند. سید ضیاءالدین طباطبایی.مهر وزارت داخله.

پس از دستگیری جهانشاه‌خان امیرافشار توسط حاج باباخان اردبیلی و وصول کل مالیات‌های معوقه از وی توسط دولت، سید ضیاءالدین طباطبایی رییس الوزرای وقت طی نامه شماره ۲۱۵۳ مورخ ۱۱ اردیبهشت ۱۳۰۰ کتبا از وی قدردانی نمود. او در این نامه خطاب به حاج باباخان حاکم ابهررود می نویسد..

...از لیاقت شما برای انجام خدمات محوله آگاه بوده و به همین نظر ، شما را برای حکومت آن محل در نظر گرفته بودم...

## فرزندان
1. محمدعلی‌خان صارم‌السلطان، در زمان حیات پدر درگذشت و دو پسر و چهار دختر داشت، پسرانش:
  1. محمدحسین‌خان امیرافشار، هفت فرزند داشت، از جمله:
    1. منوچهر امیرافشار، نمایندهٔ زنجان در دورهٔ ۲۰ مجلس شورای ملی
    2. جهانشاه امیرافشار، نمایندهٔ زنجان در دورهٔ ۲۴ مجلس شورای ملی

  2. محمدحسن‌خان امیرافشار، نمایندهٔ زنجان در ادوار ۱۶ و ۱۷ مجلس شورای ملی
2. علی‌اصغرخان سردار فاتح

نتیجه 
1.پرویز امیرافشار که دو فرزند دارد ازجمله: حسام الدین امیرافشار که پسری دارد به اسم مبین امیر افشار

## خصوصیات
جهانشاه خان علاقه بسیار به شکار داشت. با وصف ثروت فراوان به زندگی ایلاتی و ساده علاقه‌مند بود. با اعیان و اشراف تهران رفاقت داشت. به‌علت علاقه به شکار دوستی محکمی بین او و حسن مستوفی و صولت‌الدوله قشقایی و عبدالحسین میرزا فرمانفرما برقرار بود.
جهانشاه خان تا سنین بالا علاقه خود را به سوارکاری و شکار حفظ کرده بود. عین‌السلطنه در خاطرات خود از سال ۱۳۰۳ خورشیدی می‌نویسد:
«آقای عمادالسلطنه ورداورد رفته بود. جهانشاه‌خان با همه پیری یک ماه است با قوش، توله، تازی آنجا شکار رفته است.»